# Гран-Мадре-ди-Дио (титулярная церковь)

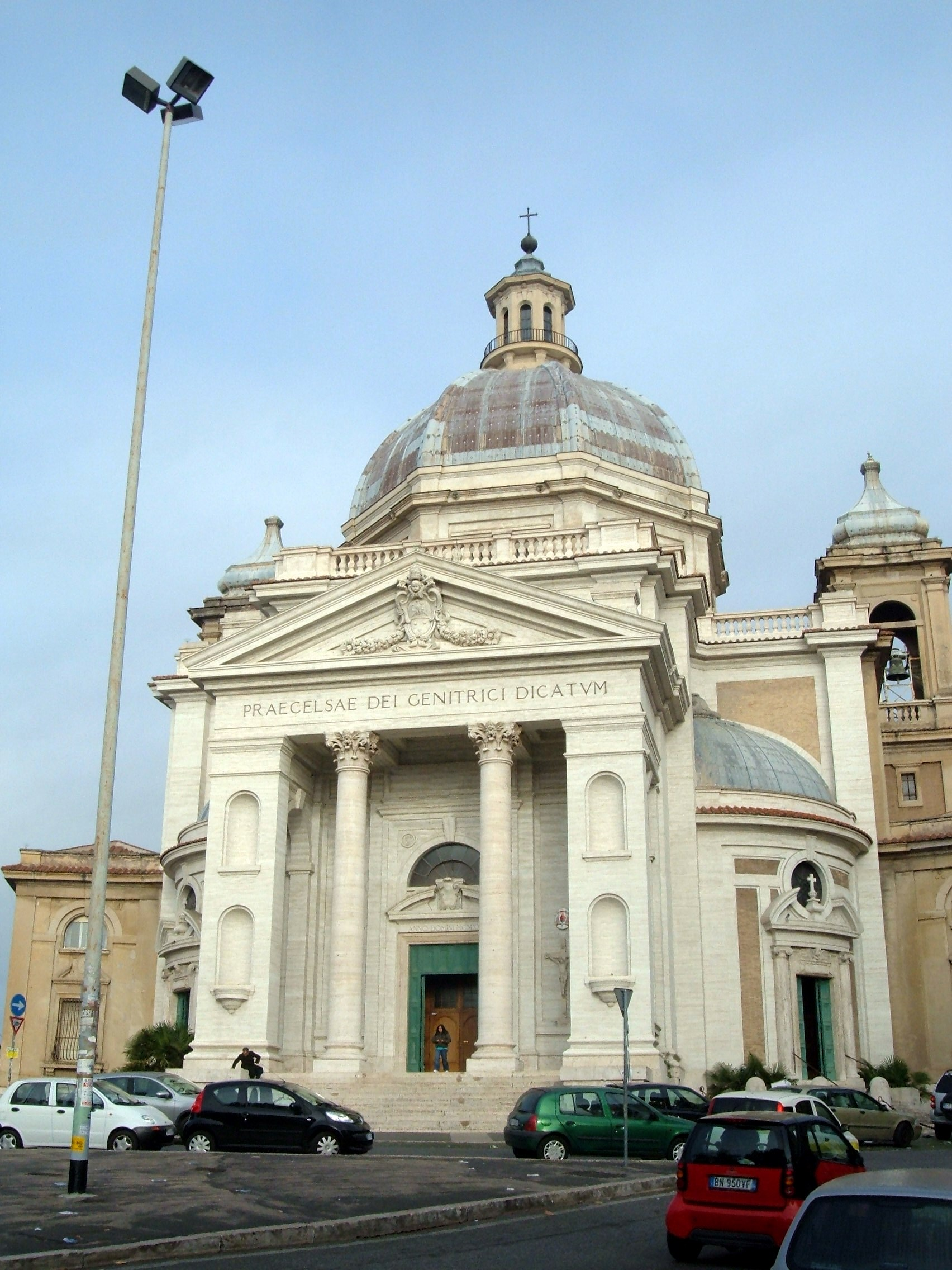
Церковь Гранд-Мадре-ди-Дио, Рим

Гран-Мадре-ди-Дио (лат. Titulum Praecelsae Dei Matris) — титулярная церковь была создана Папой Павлом VI 5 февраля 1965 года апостольской конституцией Sacra Romae. Титул принадлежит церкви Гран-Мадре-ди-Дио, расположенной в квартале Рима Делла Виттория, на Кассиевой дороге 1.
Церковь, которой принадлежит кардинальский титул, была освящена 29 мая 1937 года Франческо Беретти, титулярным епископом Кесарии Филиппийской, командором Святого Духа, приходская церковь с 1 декабря 1933 года

## Список кардиналов-священников титулярной церкви Гран-Мадре-ди-Дио
- Агнелу Росси — (22 февраля 1965 — 25 июня 1984, назначен кардиналом-епископом Сабины и Поджо-Миртето);
- Анхель Сукиа Гойкоэчеа — (25 мая 1985 — 13 июля 2006, до смерти);
- Анджело Баньяско — (24 ноября 2007 — по настоящее время).